# Sangole
Sangole es una ciudad y municipio situada en el distrito de Solapur en el estado de Maharashtra (India). Su población es de 34321 habitantes (2011). Se encuentra a 109 km de Solapur y a 346 km de Bombay.

## Demografía
Según el censo de 2011 la población de Sangole era de 34321 habitantes, de los cuales 17720 eran hombres y 16601 eran mujeres. Sangole tiene una tasa media de alfabetización del 83%, superior a la media estatal del 82,34%: la alfabetización masculina es del 88,17%, y la alfabetización femenina del 77,54%.